# 메리 엘리자베스 매스트런토니오
메리 엘리자베스 매스트런토니오(Mary Elizabeth Mastrantonio, 1958년 11월 7일 ~ )는 미국의 배우이다.

## 출연 작품
- 코미디의 왕
- 어비스
- 컬러 오브 머니
- 로빈 후드: 도둑들의 왕자
- 퍼펙트 스톰
- 미드 그림( Grimm)
- 리미트리스